# Garrulax jerdoni
Garrulax jerdoni là một loài chim trong họ Leiothrichidae.

## Hình ảnh

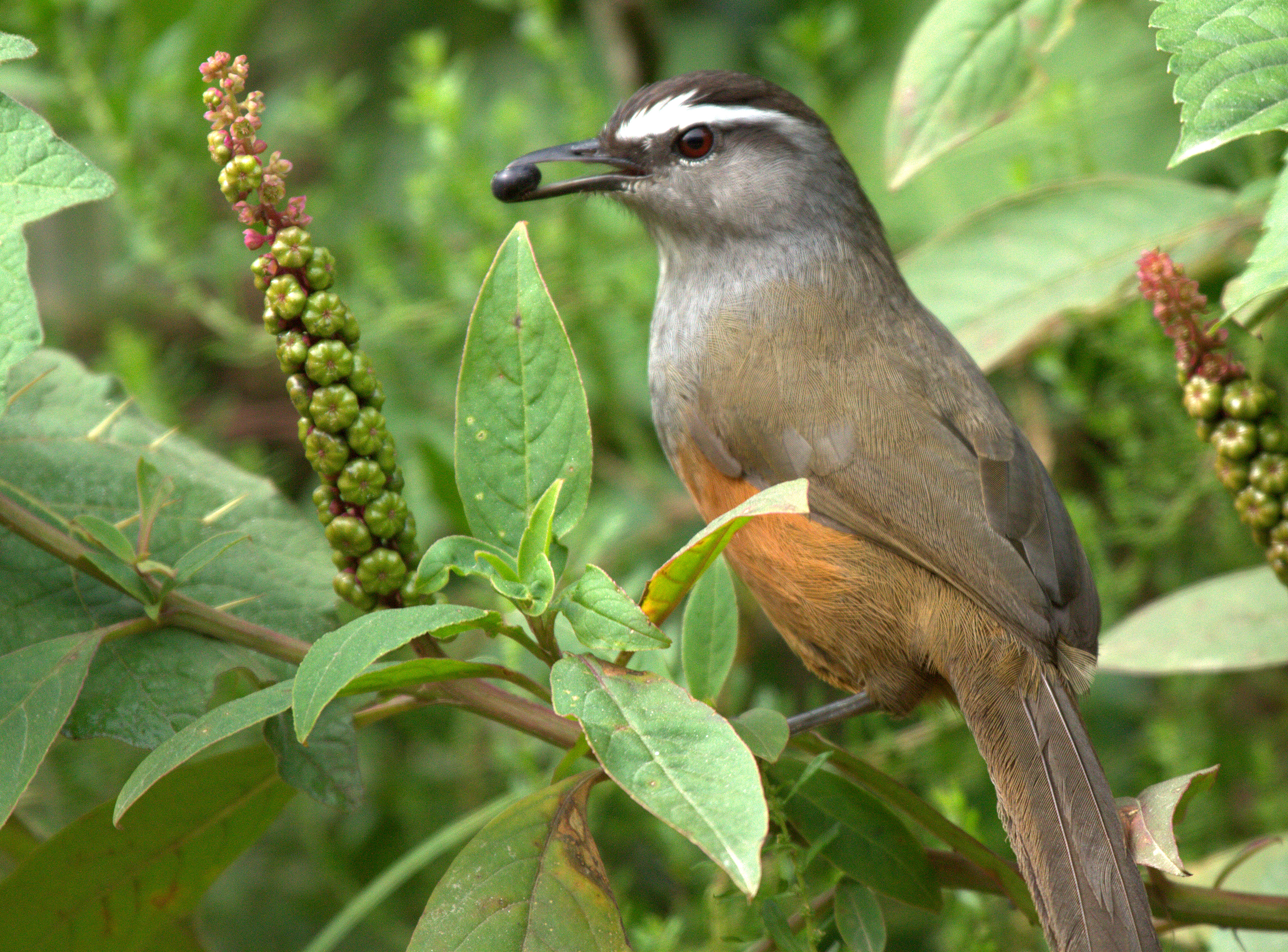
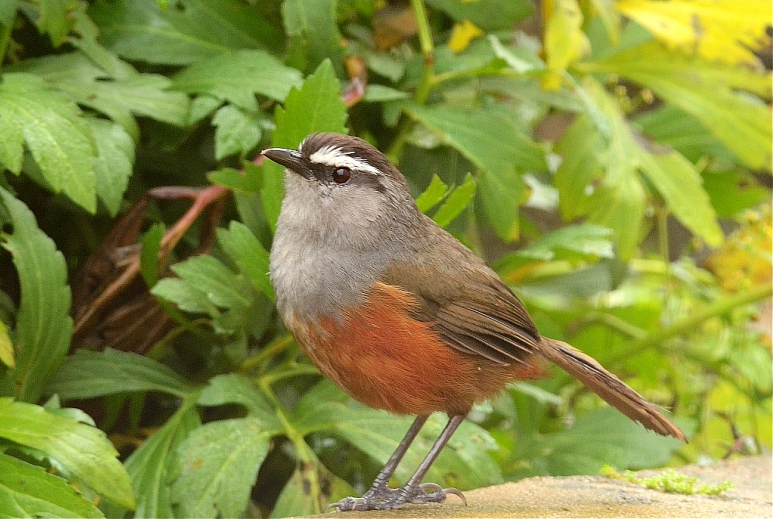